# Phalanta granti
Phalanta granti är en fjärilsart som beskrevs av Rothschild och Jordan 1903. Phalanta granti ingår i släktet Phalanta och familjen praktfjärilar. Inga underarter finns listade i Catalogue of Life.